# Iwaya Takeshi
Iwaya Takeshi (岩屋 毅 (Nham-Ốc Nghị) sinh ngày 24 tháng 8 năm 1957) là chính khách người Nhật Bản thuộc Đảng Dân chủ Tự do. Hiện tại, ông đang giữ chức vụ Bộ trưởng Ngoại giao Nhật Bản kể từ ngày 1 tháng 10 năm 2024. Ông từng là thư ký cho Bộ trưởng Tư pháp Hatoyama Kunio, Bộ trưởng Quốc phòng trong Nội các Abe lần 4 cải tổ lần 1.